# Astragalus geminiflorus
Astragalus geminiflorus — вид квіткових рослин з родини бобових (Fabaceae). Ареал охоплює такі країни: Еквадор.
geminiflorus — латинський епітет, що означає «з парними квітками».

## Середовище
Висота 3500–4500 м. Його природним середовищем існування є субтропічні або тропічні високогірні луки.